# Кастелло-Кавальканти
Кастелло-Кавальканти (итал. Castello Cavalcanti) — короткометражный фильм сценариста и режиссёра Уэса Андерсона, выпущенный в 2013 году. Джейсон Шварцман сыграл роль автогонщика, у которого сломался автомобиль на территории деревни Кастелло-Кавальканти. Фильм был профинансирован компанией Prada. Съёмки проходили на территории киностудии «Чинечитта» в Риме. Фильм впервые был представлен на Международном кинофестивале в Риме 12 ноября; онлайн-премьера состоялась 13 ноября.

## Сюжет
В 1955 году на главной площади тихой итальянской деревни Кастелло Кавальканти разбивает свою машину американский автогонщик Джед Кавальканти, и так находившийся на последнем месте в заезде. Поскольку неисправность оказывается серьёзной, герой понимает, что застрял в этой глуши надолго. Он решает дождаться автобуса (который должен приехать через 20 минут), но, познакомившись с местными итальянцами, обнаруживает, что находится на территории своей прародины, и узнаёт своих родственников. Когда приезжает автобус, Джед говорит, что поедет на следующем, и остаётся в деревне, чтобы провести побольше времени в компании итальянцев.

## Отсылки
В фильме есть отсылки к классике итальянского кино, в том числе к фильмам «Сладкая жизнь» и «Амаркорд», снятым Федерико Феллини. А фамилия главного героя совпадает с фамилией режиссёра Альберто Кавальканти, фанатом которого является Уэс Андерсон.